# Ride the Sky
Ride the Sky foi uma banda de progressive metal e power metal formada pelo baterista Uli Kusch (ex-Helloween/Gamma Ray/Masterplan), além dos membros do Tears of Anger, Bjørn Jansson e Benny Jansson. A banda combina notas de progressive metal, power metal, e symphonic metal, com influências do hard rock dos anos oitenta.

## História
Os trabalhos do Ride the Sky começaram em 2006 quando o Uli Kusch começou a trocar ideias e experiências musicais com  Bjorn Jansson. Uli deixou o Masterplan no final daquele ano e foi  questionado por  Bjorn e Benny para ajudar no novo álbum Tears of Anger. Uli estava impressionado com as musicas que foram enviadas para ele e começou a enviar suas sua próprias composições.
Os três músicos decidiram divulgar seus trabalhos no Ride the Sky. O trio convocou o baixista Mathias Garnås, e o tecladista  Kaspar Dahlqvist, que segundos eles, "dar o mais alto calibre inspirador que faltava a banda ". Eles então lançaram um disco chamado New Protection, pela  Nuclear Blast records.
Em 17 de novembro de 2007 anunciaram em seu website que Kaspar havia deixado a banda por motivos pessoais, e que Henning Ramseth ficaria no seu lugar.
Em 22 de abril de 2008 a banda postou no seu blog Ride the Sky que eles tinham se separado, pois não havia muito suporte da gravadora nem atenção da mídia, o que os levaram a acabar com a banda.

## Membros

### Membros finais
- Bjørn Jansson – vocal
- Uli Kusch – bateria
- Benny Jansson – guitarra
- Mathias Garnås – baixo

### Membros originais
- Kaspar Dahlqvist – teclados

### Colaboradores
- Henning Ramseth – teclado

## Discografia
- New Protection (2007)